# حاج علي مصطفى بومزراق
حاج علي مصطفى بومزراق هو باي المدية وحاكم بايلك التيطري ضمن أيالة الجزائر في العهد العثماني. امتد حكمه بين سنتي 1809 و1830 فزامن الهجمات الفرنسية التي ردها إلى الساحل ليستسلم في الأخير وينفي إلى الإسكندرية أين توفي. دخل بعده بايلك التيطري كما بعض المناطق الأخرى تحت الوصاية الفرنسية لينصب المارشال الفرنسي كلوزيل عمر باي حاكماً بعد استيلاء القوات الفرنسية على المدية

## احتلال الجزائر
كان «حاج علي مصطفى بومزراق » هو الباي في بايلك التيطري عند إنزال الفرنسيين في سيدي فرج بتاريخ 14 يونيو 1830م.
وقد استعان الداي حسين به وبقواته من المدية قصد تنظيم ومباشرة المقاومة الشعبية الجزائرية ضد فرنسا لمدة 21 يوما ابتداء من إنزال سيدي فرج إلى غاية «سقوط مدينة الجزائر» بتاريخ 5 يوليو 1830م عبر معارك عديدة جرت في الضاحية الغربية من مدينة الجزائر.

### معركة سطاوالي (1830)
شارك «حاج علي مصطفى بومزراق » في تنظيم معركة سطاوالي ضد الفرنسيين بقيادة الجنرال «بيار بيرتيزين» أين اشتبك معهم الجزائريون بتاريخ 19 يونيو 1830م وأدت إلى احتلال سطاوالي.
ذلك أن قوات الاحتلال الفرنسي بقيت ماكثة غير بعيد عن شبه جزيرة سيدي فرج بعد إنزالها بتاريخ 14 يونيو 1830م في انتظار وصول عتاد فرض الحصار على قصبة الجزائر قبل اقتحامها، إلا أن هذا العتاد والعدة تأخر قدوم السفن التي تحمله إلى الساحل الجزائري.
أثناء ذلك كانت قوات المقاومة الشعبية ضد الاحتلال الفرنسي تتقوى في إيالة الجزائر قبل أن تتجمع الفيالق المتوافدة من دار السلطان وبايلك الغرب وبايلك التيطري وبايلك الشرق بقيادة زعيم الإنكشارية «الآغا إبراهيم» وأحمد باي القسنطيني على مستوى «مخيم سطاوالي» بتاريخ 15 يونيو 1830م مقابل القوات الفرنسية التي واصلت إنزالها من السفن على ساحل سيدي فرج.
وكان باي المدية المدعو «حاج علي مصطفى بومزراق » هو النائب المساعد المباشر لقائده «الآغا إبراهيم».
أما عن «فيلق آغا إبراهيم» فكان متكونا من 3.000 إنكشاري تركي، و5.000 كرغلي، و6.000 موريسكي من مدينة الجزائر، وقوات بايلك التيطري، و6.000 زواوي من منطقة القبائل، أي ما مجموعه أكثر من 20.000 جندي جزائري قام فيلقهم بمهاجمة مجموعة الجنرال «بيار بيرتيزين».
وأما بالنسبة لـ«فيلق باي قسنطينة» فقد كان يضم 1.000 إنكشاري تركي، وفيلق قسنطينة، وفيلق وهران، و6.000 زواوي من منطقة القبائل، أي ما مجموعه أكثر من 20.000 جندي جزائري قام فيلقهم بمهاجمة مجموعة الجنرال «نيكولا لوفيردو».
وتم كذلك تدعيم مواقع المقاومين الجزائريين، الذين بلغ تعدادهم بتاريخ 18 يونيو 1830م أكثر من 40.000 جندي مقاوم، عبر خطوط دفاع ضد الفرنسيين بواسطة المدافع والهاون.
ولم يكن إنزال القوات الفرنسية قد اكتمل بَعْدُ حتى تم إخبار الجنرال دي بورمن بأن القوات المقاوِمة الجزائرية قد نصبت خطا من المدفعية الهجومية غير بعيد عن «مخيم سيدي فرج» أثناء الليلة ما بين 18 و19 يونيو 1830م.
فقرر الجنرال دي بورمن المبادرة إلى الهجوم على «مخيم سطاوالي» قبل أن يباغتهم هجوم مضاد من المقاوِمين الجزائريين.
وبالفعل، انطلق هجوم المقاومين الجزائريين من «مخيم سطاوالي» على قوات الجنرال «بيار بيرتيزين» عند مطلع فجر يوم 19 يونيو 1830م، إلا أن الجنود الفرنسيين استطاعوا صد الهجمة الجزائرية بعد بعض الساعات من الاشتباك.
وكانت نتيجة «معركة سطاوالي» هزيمة الجزائريين واستحواذ الفرنسيين على سلاح مدفعيتهم وعلى «مخيم سطاوالي» أين اتخذوا منه مقر ثكنة استقروا فيها.